# National Coalition Deutschland
In der National Coalition Deutschland - Netzwerk zur Umsetzung der UN-Kinderrechtskonvention haben sich rund 120 bundesweit tätige Organisationen und Initiativen aus verschiedenen gesellschaftlichen Bereichen zusammengeschlossen mit dem Ziel, die UN-Kinderrechtskonvention in Deutschland bekannt zu machen und ihre Umsetzung voranzubringen.

## Bezugsrahmen
Die UN-Kinderrechtskonvention (Konvention über die Rechte des Kindes, UN-KRK) wurde am 20. November 1989 von der UN-Generalversammlung beschlossen. Sie ist das erste Abkommen, das die internationale Anerkennung der Menschenrechte von Kindern (Kinderrechte) festschreibt und in 54 Artikeln völkerrechtlich verbindliche Mindeststandards zum Wohle von Kindern und Jugendlichen im Alter von 0 bis 18 Jahren festlegt. Sie wurde inzwischen nahezu universell ratifiziert und ist deshalb das Menschenrechtsinstrument mit der höchsten Akzeptanz durch die internationale Staatengemeinschaft.
Gemäß Art. 44 der UN-KRK sind die Vertragsstaaten verpflichtet zwei Jahre nach Ratifizierung der UN-KRK und danach alle fünf Jahre, einen Rechenschaftsbericht bei den Vereinten Nationen vorzulegen. Darin müssen die Staaten berichten, was sie unternommen haben, um die Verwirklichung der Kinderrechte in ihrem Lande voranzubringen. Dieser Staatenbericht wird dem UN-Ausschuss für die Rechte des Kindes vorgelegt. Der erste Staatenbericht wurde dem UN-Ausschuss 1995 vorgelegt und der zweite Staatenbericht folgte 2004. Der dritte und vierte Staatenbericht wurden gleichzeitig 2013 vorgelegt. Der kombinierte fünfte und sechste Bericht Staatenbericht der Bundesregierung wurde am 4. April 2019 veröffentlicht. Den zivilgesellschaftlichen Bericht an die Vereinten Nationen veröffentlichte die National Coalition Deutschland am 22. Oktober 2019.
Der UN-Ausschuss für die Rechte des Kindes mit Sitz in Genf besteht aus 18 Sachverständigen, die in „persönlicher Eigenschaft“ tätig sind, also keiner Regierung angehören. Bei der Überprüfung der Staatenberichte lassen sich die Mitglieder des UN-Ausschusses für die Rechte des Kindes auch von Nichtregierungsorganisationen (NGO) aus den jeweiligen Ländern beraten. Dazu zählen natürlich UNICEF (das Kinderhilfswerk der Vereinten Nationen), aber auch viele andere NGO. In den meisten Ländern haben sich Verbände und Organisationen zu einem Netzwerk zusammengeschlossen: den sogenannten National Coalitions. Sie werden vom UN-Ausschuss für die Rechte des Kindes gemäß Art. 45 der UN-KRK aufgefordert, einen „Ergänzenden Bericht“ zum jeweiligen Staatenbericht zu erstellen.
Basierend auf diesen Berichten und Anhörungen werden von den Mitgliedern des UN-Ausschusses die sogenannten „Abschließenden Beobachtungen“ (Concluding Observations) veröffentlicht. Hier werden Lob, Rügen und Empfehlungen des UN-Ausschusses zu dem jeweiligen Staatenbericht festgehalten.

## Organisation
Seit 2013 ist die „National Coalition Deutschland - Netzwerk zur Umsetzung der UN-Kinderrechtskonvention“ ein eingetragener Verein. Zuvor war die „Arbeitsgemeinschaft für Kinder- und Jugendhilfe – AGJ“ Rechtsträgerin. Die National Coalition Deutschland wird aus Mitteln des Bundesministeriums für Familie, Senioren, Frauen und Jugend (BMFSFJ) finanziell gefördert. Bei der Koordinierungsstelle sind auf Anfrage umfangreiche Informationen über den nationalen und internationalen Umsetzungsprozess erhältlich.
Die Verantwortung, geeignete Rahmenbedingungen zur Verbesserung der Lebensbedingungen junger Menschen zu schaffen, trägt in erster Linie die Politik. Die UN-Kinderrechtskonvention wird sich aber nur dann in die Lebenswirklichkeit umsetzen lassen, wenn ein umfassender gesellschaftlicher Dialog stattfindet, in dem Ziele festgelegt, konkrete Handlungsschritte aufgezeigt und deren Umsetzung überwacht und angemahnt werden.
Innerhalb der Organisation bilden sich Arbeitsgruppen zu einzelnen kinderrechtlichen Themen, wie beispielsweise das Themennetzwerk Flüchtlingskinder und das Themennetzwerk Bildung. Die National Coalition Deutschland ist Mitglied im Forum Menschenrechte, bei CoRA-Netzwerk für Unternehmensverantwortung, bei Child Rights Connect und ist national partner network für Eurochild.

## Ziele und Aufgaben
Zu ihren wichtigsten Zielen und Aufgaben gehören:
- die nach Art. 44 UN-KRK erforderliche Berichterstattung der Bundesrepublik Deutschland gegenüber dem UN-Ausschuss kritisch zu begleiten sowie die Auseinandersetzung mit der Berichterstattung auf Bundes-, Länder- und Gemeindeebene zu fördern,
- in verschiedenen gesellschaftlichen Bereichen einen breiten fachlichen Dialog über die Verwirklichung der UN-KRK zu organisieren,
- Formen der direkten Beteiligung von Kindern und Jugendlichen an der Diskussion um die Umsetzung der UN-KRK zu unterstützen,
- den internationalen Austausch über die Verwirklichung der UN-KRK für Organisationen in der Bundesrepublik zu fördern.